# جمعية المجتمع لتعزيز توظيف النساء
جمعية المجتمع لتعزيز توظيف النساء (الإنجليزية:Society for Promoting the Employment of Women) كانت واحدة من أهم المنظمات المعنية بمبادرة النساء للعمل في بريطانيا.
تأسست الجمعية في عام 1859 من قبل جيسي بوتشيريت وباربرا بوديكون وأديلايد لآن بروكتر للترويج لتدريب وتوظيف النساء.
كانت الجمعية تابعة في سنواتها الأولى للرابطة الوطنية لتعزيز العلوم الاجتماعية، على الرغم من ان الاتصالات الرسمية بينهما انقطعت في عام 1889.وكانت المجلة الرسمية التابعة للرابطة هي مجلة المرأة الإنجليزية.
في عام 1926 تم تغيير اسمها إلى «جمعية تشجيع وتدريب المرأة» (SPTW).